# برنارد بيير
برنارد بيير (بالفرنسية: Bernard Pierre)‏ هو متسلق الجبال فرنسي، ولد في 1920، وتوفي في 1997.